# Eopsaltria australis
Eopsaltria australis là một loài chim biết hót trong họ Petroicidae.
Loài này sinh sống ở đông Úc ven biển và gần ven biển. Phạm vi phân bố từ góc cực đông nam của Nam Úc qua phần lớn Victoria và nửa phía tây của New South Wales và phía bắc tận Cooktown. Các các thể ở Bắc Queensland nhiệt đới chủ yếu giới hạn ở các cao nguyên ấm áp của Great Dividing Range.

## Hình ảnh

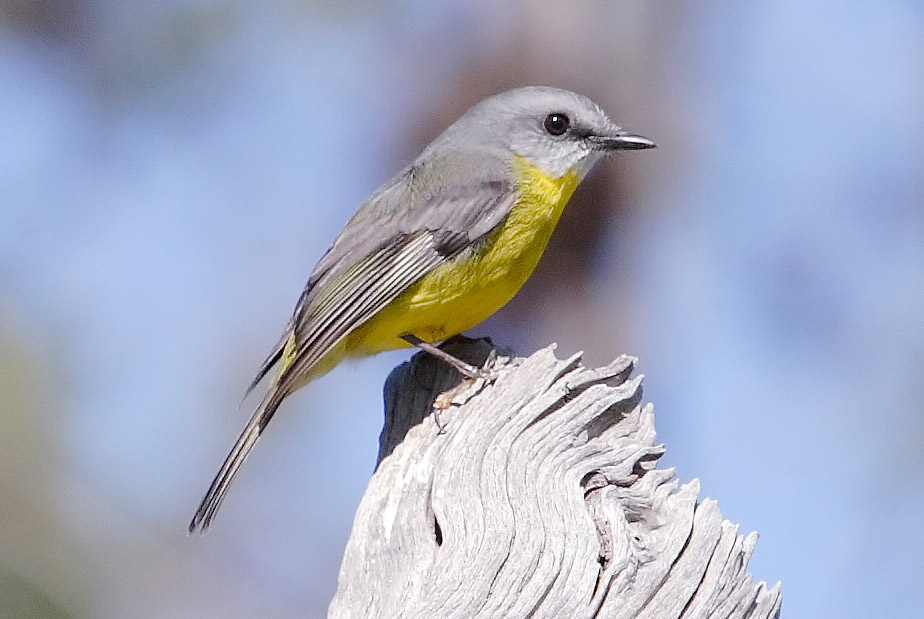
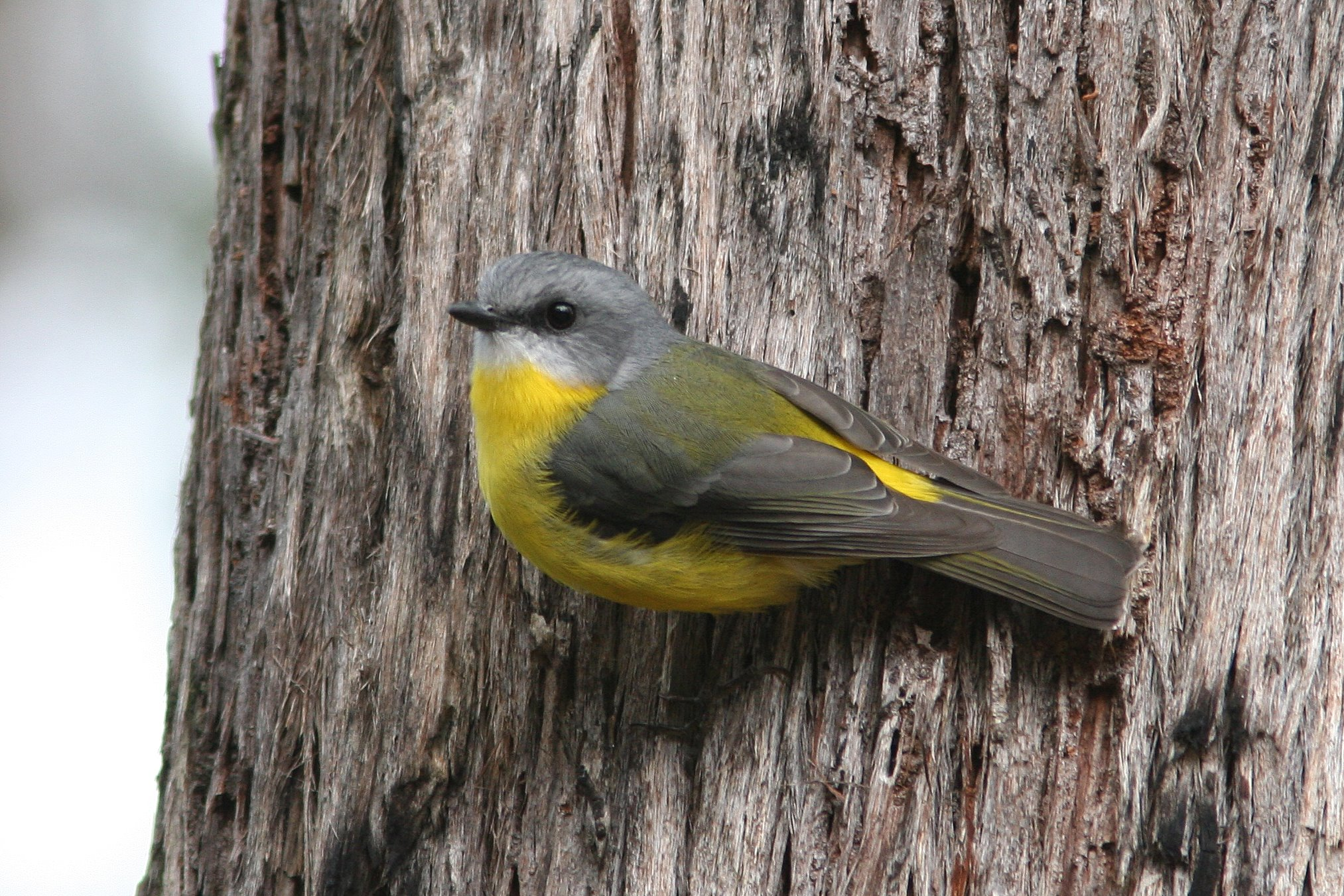
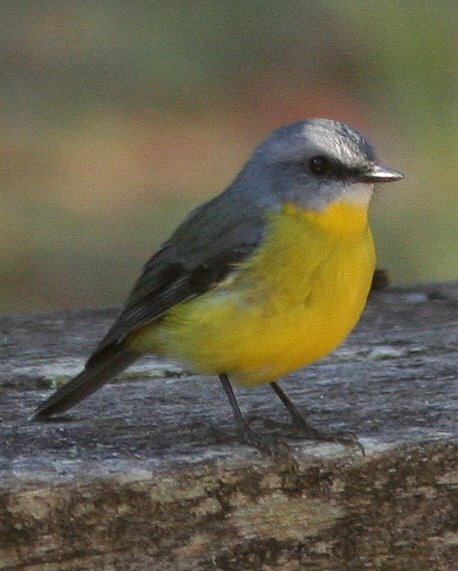
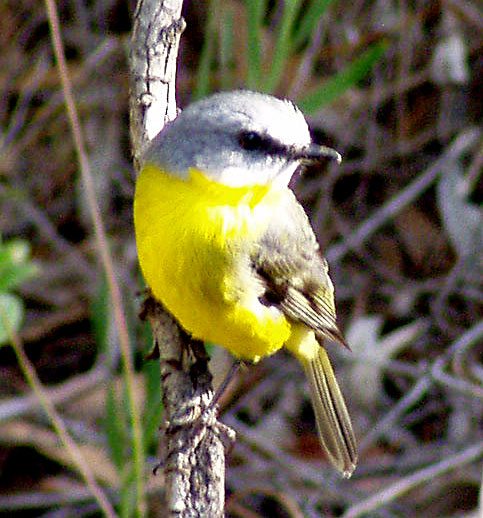

## Mô tả
Với chiều dài từ 15 đến 16 cm, đây là một trong những loài sẻ Úc-Á lớn hơn và là một trong những loài dễ quan sát nhất. Các cặp và các nhóm gia đình nhỏ thiết lập một lãnh thổ đôi khi quanh năm, đôi khi trong một mùa; và dường như ít bị quấy rầy bởi sự hiện diện của con người. Chúng dường như không di cư ở bất kỳ khoảng cách xa nào, nhưng sẽ di chuyển cục bộ theo mùa, đặc biệt là đến vùng đất cao hơn và thấp hơn.